# نجيب هواويني
نجيب هواويني (1295 - 1376 هـ / 1878 - 1956 م) هو خطاط سوري عاش ومات في القاهرة. كانت الحكومة المصرية تنتدبه لمضاهاة الخطوط والاختام. وصفه عفيف البهنسي بأنه «آخر العباقرة المصريين» في مجال الخط. أحسن مع العربية التركية والفرنسية، وله نظم دون الوسط. من تلامذته: كامل البابا.

## آثاره
له عدد من المؤلفات منها: «السلاسل الذهبية في تعليم الخطوط العربية والفارسية» - القاهرة 1330 هـ.